# Barranc d'Alzina
Barranc d'Alzina és el nom de dos barrancs propers i geogràficament enfrontats, tots dos íntegrament en el terme municipal de Sant Esteve de la Sarga (Pallars Jussà). Tots dos són afluents del barranc del Bosc.

## Barranc d'Alzina (I)
El primer que es descriu aquí és el que prové del nord. S'origina en els vessants orientals de la serra d'Alzina, a migdia del puig de les Forques, al nord-oest del poble d'Alzina, i baixa cap al sud, molt lleugerament decantat cap a ponent, cap a buscar el barranc del Bosc al sud-oest del poble d'Alzina. És un barranc que no rep l'afluència de cap altre barranc important al llarg del seu recorregut.

## Barranc d'Alzina (II)
El segon baixa de migdia, de la carena del Montsec d'Ares. Es forma per la confluència de tres llaus que provenen de pràcticament la mateixa carena del Montsec: la llau Fonda, la del Pla del Coll, o del Pas de l'Ós, i la del Coll, i baixa cap al nord-est, fins a abocar-se en el barranc del Bosc, al sud del poble d'Alzina. Travessa la part del Montsec que es coneix com a Montsec d'Alzina.